# دان (آلمان)
شهر دان در ایالت راینلند-فالتز در کشور آلمان واقع شده است.